# EM-motive
Die EM-motive GmbH war eine Tochtergesellschaft der Robert Bosch GmbH. Gegründet wurde das Unternehmen im Jahr 2011 als Joint Venture der Daimler AG (heutige Mercedes-Benz Group) und der Robert Bosch GmbH. Das Unternehmen entwickelte und fertigte Antriebselektromotoren für Elektro- und Hybridfahrzeuge sowie Off-Highway-Anwendungen.

## Geschichte
Im November 2011 wurde das Gemeinschaftsunternehmen von Daimler und Bosch gegründet. Das EM im Namen ist eine Abkürzung für Elektromobilität. Ursprünglich sollten nur Antriebsmotoren für Elektrofahrzeuge gebaut werden, doch bereits ein Jahr nach der Gründung wurde die Fertigung auf Hybridmotoren und Off-Highway-Anwendungen ausgeweitet.
Bei der Entwicklung und Produktion der Elektromotoren brachten beide Unternehmen ihr Ingenieurwissen ein. Bosch weist als Automobilzulieferer Kenntnisse in der Entwicklung und Produktion von Elektromotoren auf; Daimler verfügte über Erfahrung auf dem Gebiet der Elektromobilität mit Brennstoffzelle und Batterie.
Im Januar 2019 erklärte Daimler, das Ziel bei EM-motive, wirtschaftlich Elektromotoren zu produzieren, erreicht zu haben. Daher veräußere Daimler den Anteil an den Miteigentümer Bosch, welcher im Sommer 2020 das Unternehmen mit der Robert Bosch GmbH verschmolz.

## Standorte
Der Sitz und Fertigungsstandort des Unternehmens befand sich in Hildesheim. An einem zweiten Standort in Schwieberdingen bei Stuttgart lag der Entwicklungsbereich der EM-motive.

## Produkte
Die Produkte der EM-motive bieten Lösungen für alle Varianten der Hybridantriebe und auch für rein elektrisches Fahren. Die Integrierten Motor-Generatoren (IMG) werden im Antriebsstrang in das Getriebe integriert. Die Separaten Motor-Generatoren (SMG) sind zum Einsatz als elektrische Achsantriebe konzipiert. Alle E-Motoren sind sowohl als Antrieb, als auch als Generator zur Rückgewinnung von Energie einsetzbar.
2015 kam ein Motor der Firma bei einer Testfahrt des Google Driverless Car zum Einsatz. Das Unternehmen fertigte einen 80-kW-Elektromotor für das fahrerlose Auto.